# Apterokarpos gardneri
Apterokarpos gardneri är en sumakväxtart som först beskrevs av Adolf Engler, och fick sitt nu gällande namn av C.T. Rizzini. Apterokarpos gardneri ingår i släktet Apterokarpos och familjen sumakväxter. Inga underarter finns listade i Catalogue of Life.